# Gonnoscodina
Gonnoscodina é uma comuna italiana da região da Sardenha, província de Oristano, com cerca de 562 habitantes. Estende-se por uma área de 8 km², tendo uma densidade populacional de 70 hab/km². Faz fronteira com Baressa, Gonnostramatza, Masullas, Siddi (CA), Simala.